# スーベニアメダル

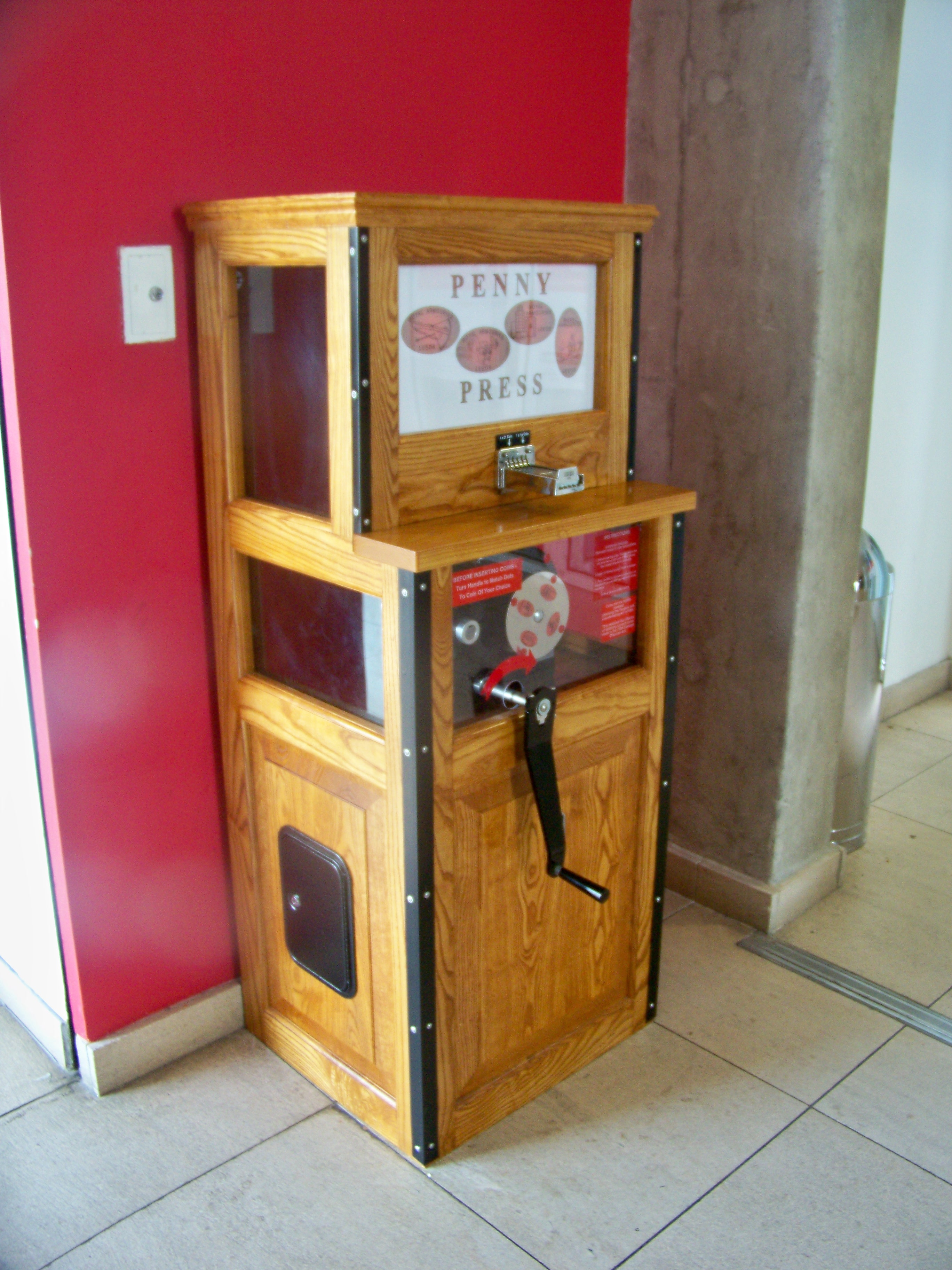
硬貨を押しつぶす、手回しクランクハンドル式の機械（英国・リーズの王立武器博物館）

スーベニアメダル（英語: Souvenir Medal）は、硬貨を機械に通し押しつぶして模様などを刻印する機械、もしくは押しつぶされて平らになった硬貨のこと。日本語では記念メダル（きねん - ）などとも呼ばれる。スーベニアとは思い出の品、お土産のこと。アメリカは楕円形に加工するものが多いが、日本では円形のままに加工するものが多い。
観光地、遊園地やテーマパークなどに作成機械が設置されていることが多い。

## 概要

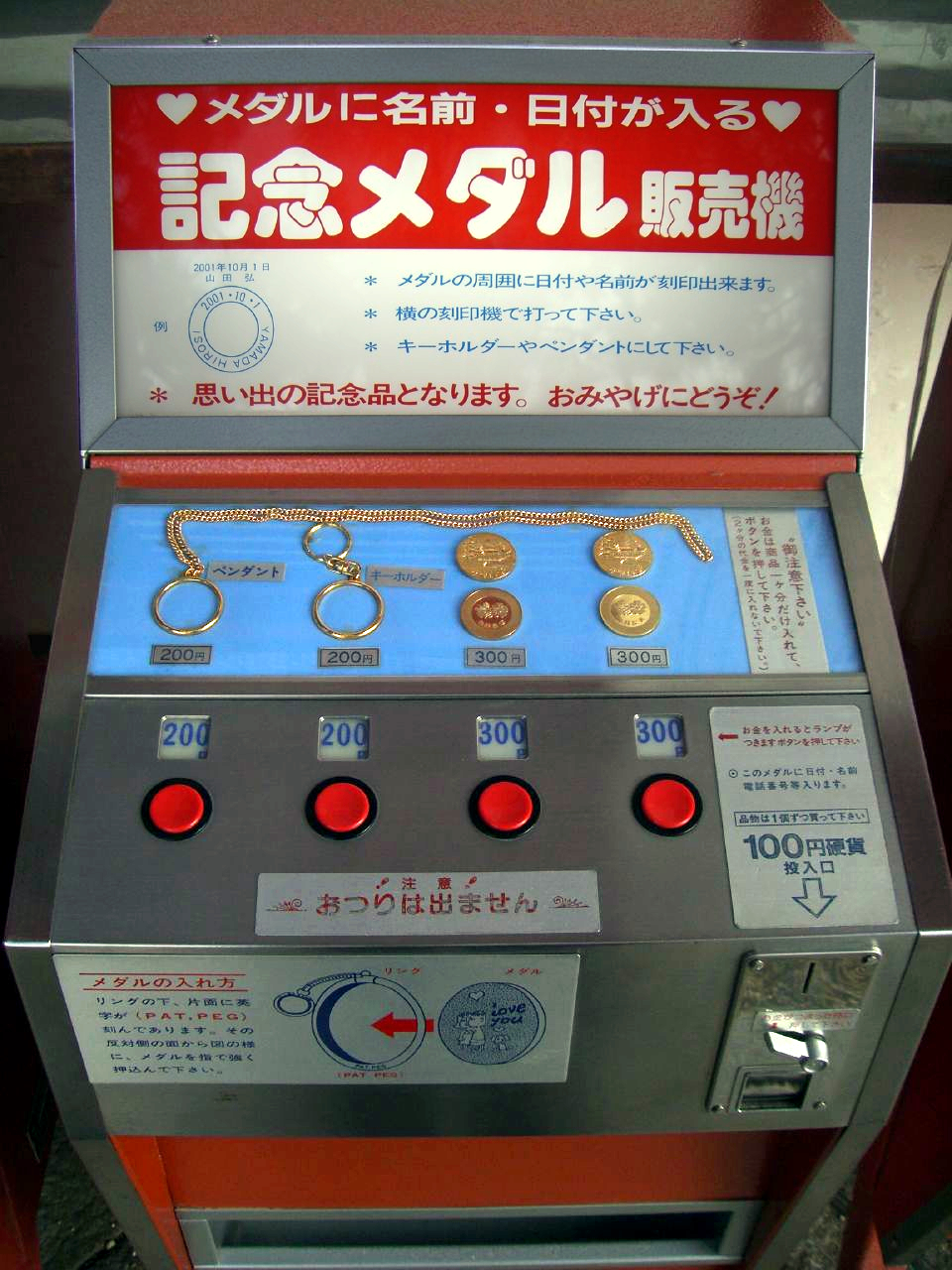
日本の記念メダル販売機（日付や名前を刻印するタイプ）

アメリカ合衆国では、1セント硬貨（ペニー）と50セント、25セント硬貨を2枚程度の料金を入れ、投入した1セント硬貨を押し潰して模様を刻印する機械が多い。このため「ペニープレス」「ペニープレッサー」「ペニークラッシャー」「ペニースーベニア」と呼ばれる。(en:Elongated coin（細長いコイン）を参照。)
日本においては、貨幣損傷等取締法において流通している貨幣を潰すことが禁じられているため、料金を投入して出てくる円形の金属板（黄銅や青銅など）を押しつぶして模様を刻印している。あらかじめデザイン済みで刻印用に販売されているメダルを購入し、それを刻印機で日付・名前などを刻印するタイプのものもある。
メダル製造機（メダリオンメーカー）にはさまざまなタイプがあり、1種類のものが作れるタイプや3種類の柄の中から好きなものを選択できるタイプなどがある。

## 歴史
ペニープレッサーは、アメリカで生まれたものと考えられている。エンパイアステートビルの高層階に手動式のペニープレッサーが設置されていたことが知られている。